# St James Quarter
St James Quarter is een groot winkelcentrum en woningbouwproject in het centrum van Edinburgh, Schotland. Het ligt aan de oostkant van de New Town.
Het winkelcentrum is gebouwd op de locatie van het St. James Centre, dat in oktober 2016 is gesloten, en het New St Andrew House kantoorgebouw, dat werd gebruikt door de Scottish Office, departement van de Britse overheid. Het winkelcentrum werd geopend op 24 juni 2021. Op 29 september 2022 werd het hele project officieel geopend door Prinses Anne Mountbatten-Windsor. 
Het nieuwe winkelcentrum biedt ruimte aan ongeveer 80.000 m² aan winkelruimte. De belangrijkste winkel is het warenhuis John Lewis. Er is plaats voor zo'n 80 winkels, naast bioscoop van Everyman Cinema en de food hall Bonnie & Wild. In 2023 openden twee hotels, het Roomzzz Aparthotel en het W Hotel, dat 12 verdiepingen telt.
St James Quarter ligt vlak bij het station Edinburgh Waverley, het busstation van Edinburgh en twee tramhaltes van de Edinburgh Trams: St Andrew Square en Picardy Place, naast een aantal bushaltes dichtbij. 

## Externe link

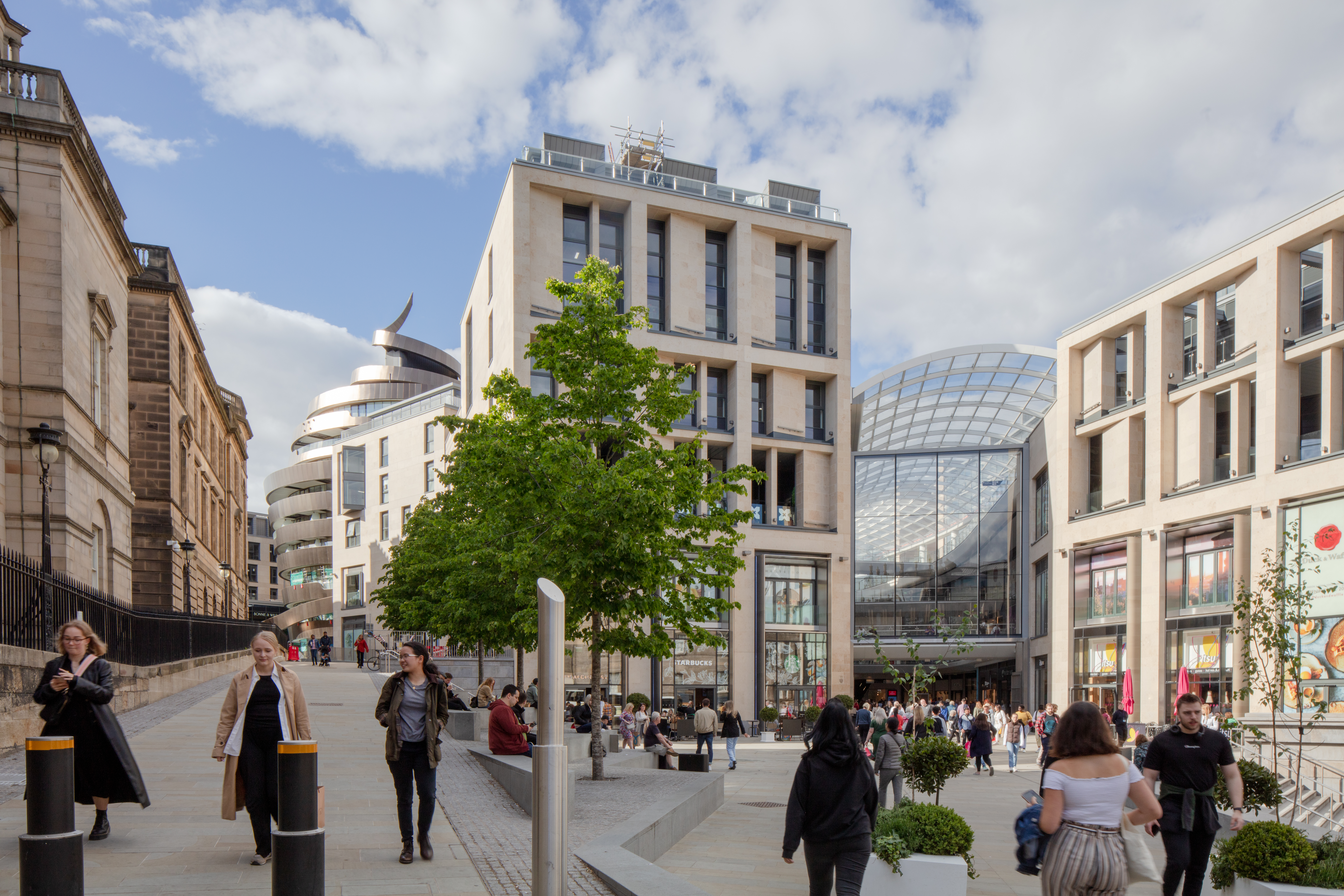
St James Quarter en het W Hotel, gezien van Leith Street